# عصا الهوكي

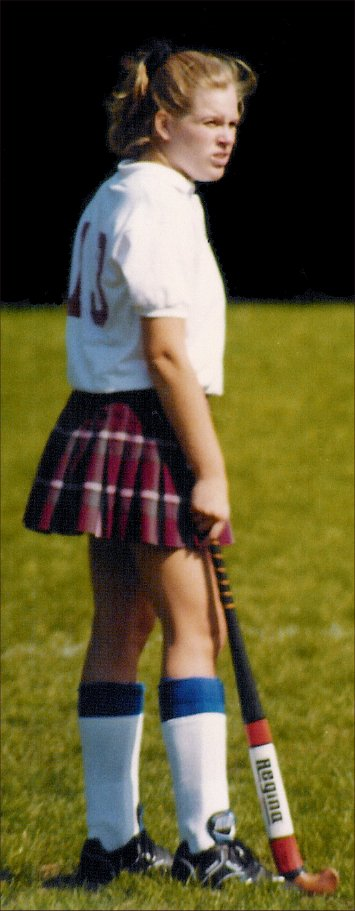
فتاة مع عصا هوكي الميدان.

عصا الهوكي هي قطعة من المعدات الرياضية التي يستخدمها اللاعبون في جميع أشكال الهوكي لتحريك الكرة أو القرص (بما يتناسب مع نوع الهوكي) إما للدفع، أو السحب، أو الضرب، أو النقر، أو التوجيه، أو الإطلاق، أو وقف الكرة/ القرص أثناء اللعب والهدف هو تحريك الكرة/ القرص حول منطقة اللعب باستخدام العصا ثم محاولة تسجيل الهدف.
تعتبر كلمة عصا (بالإنجليزية: stick)‏ مصطلحاً عاماً جداً للمعدات نظراً لأن التخصصات المختلفة للهوكي تتطلب اختلافات كبيرة في كل من شكل وحجم العصا المستخدمة حتى تكون فعالة في الرياضات المختلفة. تحتوي كل لعبة هوكي الميدان/ الجليد/ الهوكي على شكل متشابه بصرياً من العصا ذات عمود طويل أو مقبض يمكن حمله بيدين ونهاية منحنية ومسطحة؛ تعد نهاية وانحناء هذه العصي بشكل عام الفروق الأكثر وضوحاً بين العصي لهذه الرياضات. عصا الهوكي الحديثة تحت الماء تشبه إلى حد ما أي عصا هوكي الميدان/ الجليد/ الأسطوانة؛ لأنها أصغر بكثير لتمكينها من استخدامها حصرياً بيد واحدة، ويجب أيضاً إنتاجها بأحد اللونين من أجل التعرف عليها. أي من الفرق المتنافسة يلعب اللاعب من أجلها.

## هوكي الميدان
لعصي هوكي الميدان نهاية تختلف في الشكل، ويعتمد ذلك غالباً على موضع اللاعب. بشكل عام هناك أربعة اختلافات رئيسية في الرأس:
يتم استخدام «القصير» بشكل أساسي من قبل اللاعبين الذين يرغبون في التحكم في الكرة وزيادة قدرتهم على المناورة. هذا الرأس المحدد هو الأكثر ارتباطاً بموقف منتصف المجال. (أو مركز هوكي الجليد)
يتم استخدام «ميدي» من قبل اللاعبين الذين يضربون الكرة كثيراً ويحتاجون إلى أن يكونوا أقوياء في «الجانب الخلفي». يرتبط هذا الرأس المحدد بالمهاجم أو الوضع «الأمامي».
يشبه «ماكسي» «ميدي» لأنه يحتوي على مساحة سطح متزايدة وهو أمر مفيد للضرب. ومع ذلك فإن قوتها تسمح باستخدامها بشكل أكثر فاعلية لإيقاف الكرة. يستخدم هذا الرأس «المدافعون» و «المهاجمون».

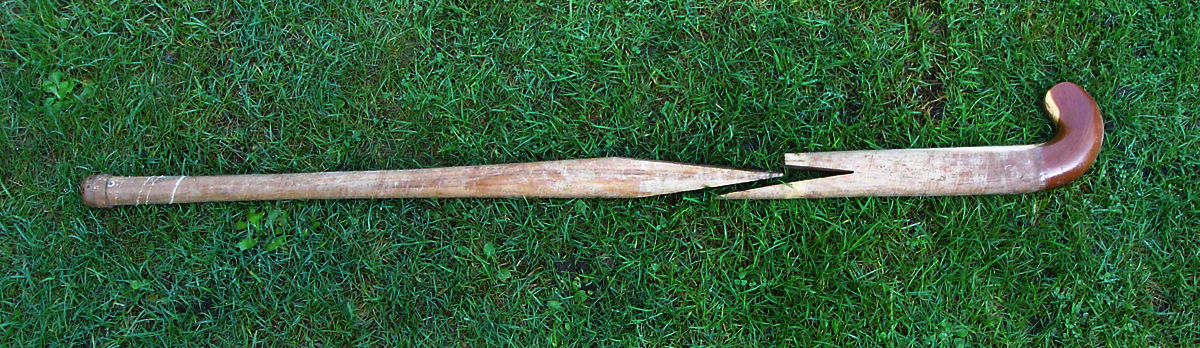
عصا هوكي خشبية مكسورة بدون غلاف.

يحتوي «جي هووك» مرة أخرى على مساحة كبيرة. ومع ذلك لا تتمتع بفاعلية «ميدي» في تسديد الكرة فهي تتميز بسماكة متزايدة مما يجعلها مثالية لإيقاف الكرة. هذا الرأس هو الأكثر استخداماً من قبل «المدافعين». تختلف عصي هوكي الملعب اختلافاً كبيراً من حيث الطول والسعر، وتتراوح من 26 «إلى 38.5». تشمل العلامات التجارية الرئيسية للعصي تي كي وجريسي وسلايزرج وبيتي وكوكابرا ومليكة وديتا وفوتو وأديدس وجريفون وأبر هوكي ووود وورم وبرابو وميركان ومازون وزوبو وتيمبيست وماتادوور وكينغ كراشي وبيد ستار وذا اينديا مهراجا، ستاج، واسا، لا خوف، بي إتش بي، توروس، واسب، برينسيس، أي إتش إس أي إن، موهيندر، كريسو، بيرانها، ريج، ساشين وإيدج.
يتم الحكم على حجم العصا الأكثر فاعلية للاعب معين من خلال ارتفاع هذا اللاعب. يتم استخدام العصا مقاس 28 بوصة من قبل اللاعب الأقل من 4 أعوام، بينما يتم استخدام العصا مقاس 38 بوصة بشكل أساسي من قبل اللاعبين الذين تزيد أعمارهم عن 10. ومع ذلك غالباً ما يرغب «المدافعون» في الحصول على عصا أطول من «المهاجمين»؛ لأن هذا يمكن استخدامها لوصول أكبر عند إيقاف الكرة المتحركة. يفضل «المهاجمون» عصا أقصر؛ لأنها تتيح تحكماً أكبر في الكرة.

## هوكي الجليد
تُصنع عصي هوكي الجليد تقليدياً من الخشب ولكن في السنوات الأخيرة، أصبحت العصي المصنوعة من مواد أكثر تكلفة مثل الألومنيوم

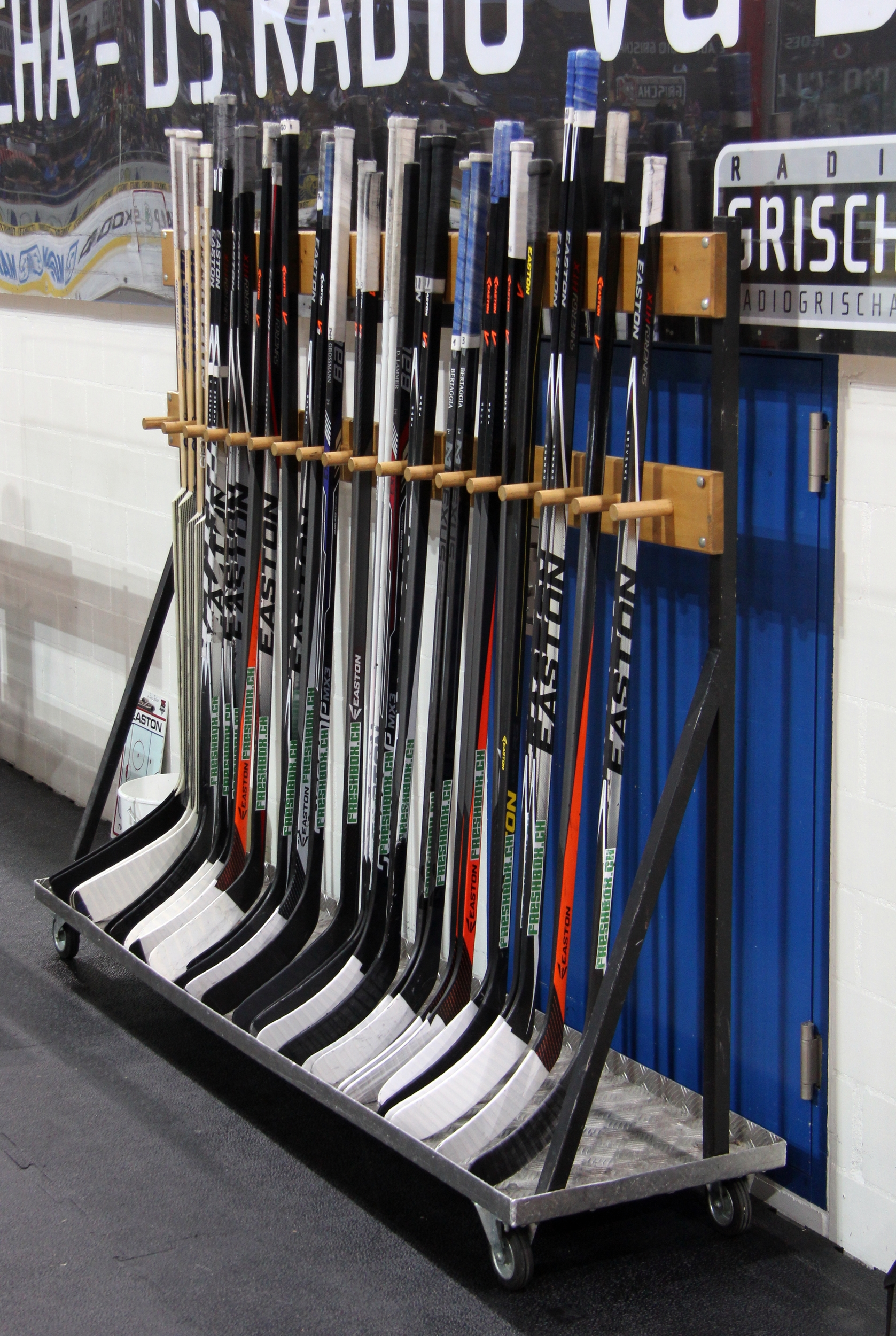
عصا هوكي الجليد على الرف.

والأراميد (العلامات التجارية كيلفير ونوميكس وتورانو وما إلى ذلك) والألياف الزجاجية وألياف الكربون والمواد المركبة الأخرى شائعة. بالإضافة إلى وزن أقل يمكن تصنيع العصي المركبة بخصائص مرونة أكثر اتساقاً من نظيراتها الخشبية. كما أنها لا تحتوي على الاختلافات الطبيعية التي تمتلكها العصي الخشبية، وبالتالي فإن مجموعة من نفس العصي ستؤدي جميعها تقريباً نفس الشيء. كان هناك عدد قليل من محترفي دوري الهوكي الوطني المتعصبين الذين ما زالوا يحبون إحساس العصي الخشبية في أواخر عام 2010، مثل بول ستاستني، ابن بيتر ستاستني.[بحاجة لمصدر] تحتوي بعض هذه العصي على شفرات خشبية أو مركبة قابلة للاستبدال، في حين أن البعض الآخر عبارة عن أعواد من قطعة واحدة بدون شفرة قابلة للاستبدال. العصي المركبة على الرغم من تكلفتها الكبيرة، أصبحت الآن شائعة في جميع المستويات التنافسية للرياضة تقريباً، بما في ذلك هوكي الجليد للشباب. بعض من أفضل العلامات التجارية للعصي المركبة تشمل باور واستون وريبووك / سي سي إم وويرور. هذه العصي الجديدة أخف وزناً وتوفر تحريراً أسرع للقرص، مما ينتج عنه لقطة أقوى وأكثر دقة. على الرغم من أن المواد الجديدة تتيح لقطات أكثر صعوبة، إلا أن المتانة المحسنة والمواد الأخف يمكن أن تجعل الانتقال من العصا الخشبية إلى العصا المركبة أكثر صعوبة للاعبين الأقل خبرة. الاختصار الذي يستخدمه العديد من اللاعبين هو استخدام نظام مرجح، مثل كويكي هاندس، للتكيف بسرعة مع العصي الجديدة. عصي هوكي الجليد الأكثر تكلفة (مثل باور فابير إكس1 وباور سوبرمي إس1 وباور بيكسو إن1 وسي سي إم ريبكور تايغر بي إم تي 2 وسي سي إم أر بي زيد إف تي1 وسي سي إم سوبر تاكس 2.0 وإستون ستايلث سي إكس وإستون سنجري جي إكس وورار كفيرت كيو أر إل وورار ألفا كيو إكس، وورار دايتنسي أتش دي1) عادة ما تكون أخف العصي في السوق (390-470 جراماً للعصا كبيرة). بالإضافة إلى عزم الدوران المتزايد الذي تمتلكه هذه العصي المركبة، فإن العصي لا تشوه أو تمتص الرطوبة مثل نظيراتها الخشبية.
عندما يقف اللاعب على زلاجاته مع وضع العصا في وضع مستقيم على إصبع القدم، بشكل عمودي على الجليد، يجب أن يتوقف الجزء العلوي من العمود أسفل أو فوق الذقن، اعتماداً على التفضيل الشخصي. يميل رجال الدفاع إلى استخدام عصي أطول توفر وصولاً أكبر عند فحص الوخز.
تستخدم عصي هوكي الجليد أيضًا في لعبة رينك بول.

## الهوكي المضمن
في حالة لعبة هوكي الأسطوانة المضمنة، عادة ما تكون العصي المكونة من قطعة واحدة مماثلة لعصي هوكي الجليد. ولكن عند استخدام أعمدة الجرافيت مع شفرات بديلة، فمن الشائع جداً أن تكون الشفرات البديلة مصنوعة بشكل أساسي من الألياف الزجاجية بنواة خشبية ضيقة. تتلاشى الألياف الزجاجية بمرور الوقت على الأسطح الخرسانية والملاعب الرياضية والأسطح ذات الأسطح السوداء حيث من المرجح أن تتشقق الشفرات البديلة لهوكي الجليد الخشبي التقليدي على تلك الأسطح.

## هوكي تحت الماء

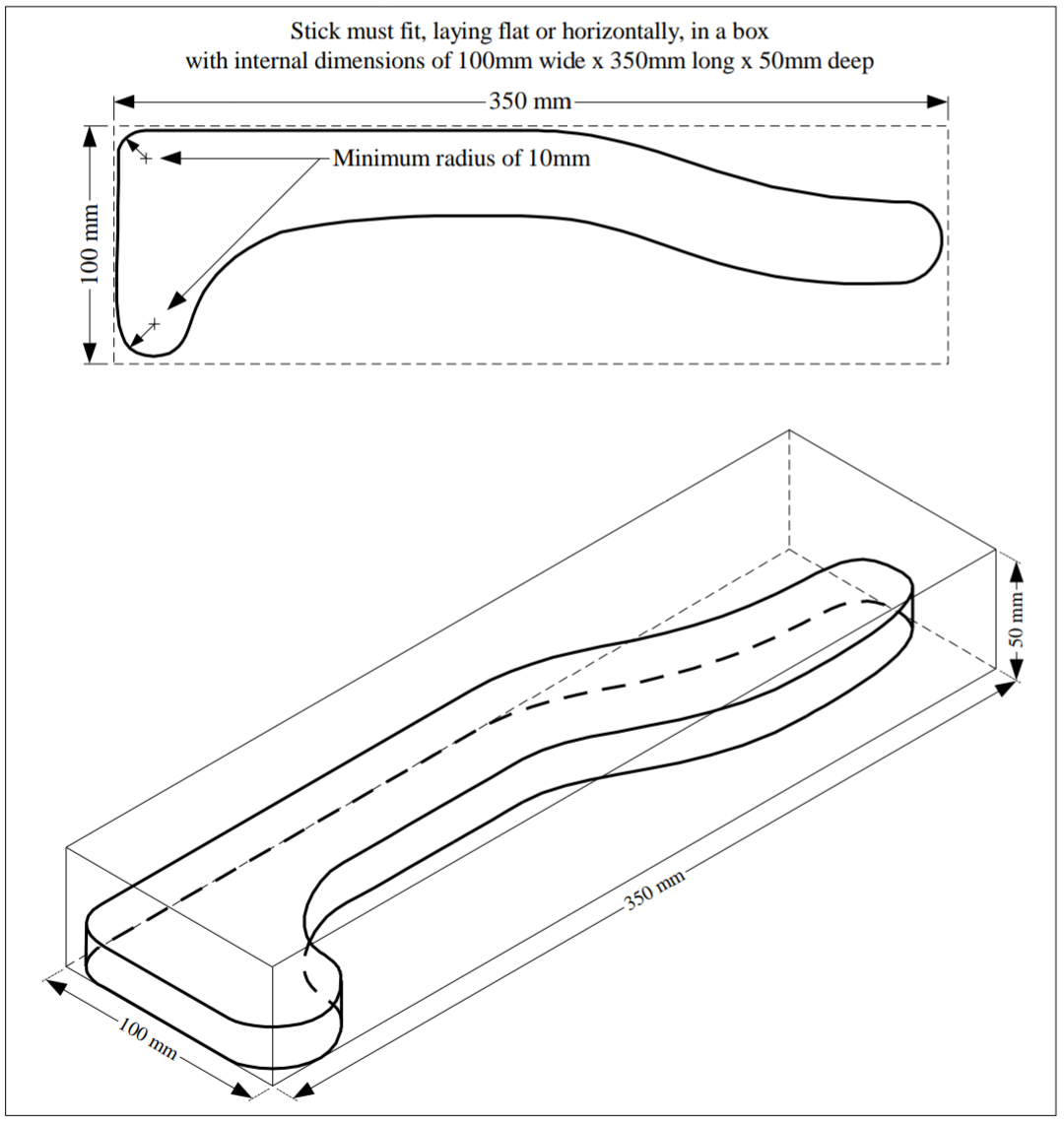
رسم يوضح الأبعاد القصوى المسموح بها لعصا هوكي تحت الماء (أو دافع) وفقاً للنسخة العاشرة من القواعد الدولية.

العصا (يشار إليها أيضاً باسم أداة الدفع) للهوكي تحت الماء قصيرة نسبياً مقارنة بتلك المستخدمة في هوكي الميدان/ الجليد/ الهوكي الدوارة، ويجب أن تكون ملونة إما باللون الأبيض أو الأسود بالكامل للإشارة إلى فريق اللاعب. يمكن أن يؤثر شكل العصا على أسلوب اللعب وغالباً ما يكون اختياراً شخصياً للغاية.
يُسمح بمجموعة متنوعة من تصميمات العصا ضمن قيود قواعد اللعبة، والقاعدة الأساسية هي أن العصا يجب أن تتناسب مع صندوق بحجم 100×50×350مم (4×2×14 بوصة تقريباً) وأن يجب ألا تكون العصا قادرة على إحاطة القرص بأكثر من 50٪ من محيط القرص، ولا بأي جزء من اليد. تحاول القاعدة المتعلقة بنصف قطر النتوءات والحواف معالجة خطر أن تصبح العصا دون قصد أكثر من سلاح من أداة اللعب.
قد تكون مواد البناء من الخشب أو البلاستيك والقواعد الحالية تحل محل تلك التي كانت تتطلب في السابق أن تكون العصي متجانسة، على الرغم من أنها دائماً ما تكون كذلك على أي حال. يصنع العديد من لاعبي هوكي تحت الماء أعوادهم الخشبية بالشكل والأسلوب المفضل لديهم، على الرغم من وجود المزيد من التصميمات ذات الإنتاج الضخم التي تناسب الأغلبية (مثل بنتفيش وبريتبات وكان أم ودورسال وستينغراي وما إلى ذلك) والتي تكون في معظم الحالات مصنوعة من النايلون المقولب أو متعدد رباعي فلورو الإيثيلين، ويمكن الحصول على العديد من الأنماط لتناسب أي من اليدين.
تسمح القواعد باستخدام عصا متناظرة ذات نهايتين، أي عصا يمكن إمساكها إما في اليد اليسرى أو اليمنى، وهذا يمكن أن يمنح اللاعبين المحظوظين الفرصة لمبادلة توزيعات الورق أثناء اللعب، على الرغم من أن القواعد واضحة جداً أيضاً أنه يمكن إمساك العصا بيد واحدة فقط في كل مرة.
تم اختراع لعبة الهوكي تحت الماء الحديثة كرياضة عُرفت في الأصل باسم أوكتوبوش في ساوث سي، إنجلترا في عام 1954، وقد استخدمت دائماً عصي قصيرة أو أدوات دفع مشابهة لتلك الموضحة أعلاه، ولكن لعبة مشابهة جداً تسمى أيضاً الهوكي تحت الماء تطورت بعد بضع سنوات هذا في جنوب إفريقيا. استخدمت هذه اللعبة «عصا طويلة» لها شكل مشابه جداً لعصا هوكي الجليد، على الرغم من أنها كانت أصغر إلى حد كبير حيث يبلغ طولها حوالي 50 سم (20 بوصة) وتتطلب يدان لتثبيتها واستخدامها. نسخة «العصا الطويلة» من اللعبة التي تم لعبها إلى حد كبير في النصف الجنوبي من الكرة الأرضية أفسحت المجال في النهاية لإصدار «العصا القصيرة» التي يتم لعبها على نطاق واسع، ومنذ عام 1980 تقريباً، وهو عام بطولة العالم الأولى للهوكي ى حت الماء، تم لعب لعبة «العصا القصيرة» الأصلية على مستوى العالم العالمية.

## استخدامات أخرى للمصطلح
في رقصات تشا تشا ورومبا، «عصا الهوكي» هي شخصية يتحرك فيها الراقص على طول خط مستقيم، مع دوران بزاوية في النهاية.
على متن الطائرات، فإن عصا الهوكي عبارة عن خط غش - خط يمتد على طول جانب الطائرة - والذي يظهر في النهاية ويصعد في ذيل الذيل.